# سونالي راوت
وليدة سونالي راوة 23 ديسمبر 1990 ممثلة وعارضة أزياء هندية تظهر في الأفلام الهندية  لقد كانت في عام 2010، راوت طالبة جامعية تبلغ من العمر 19 عامًا فقط عندما ظهرت في Kingfisher Calendar . ظهرت راوت لأول مرة في التمثيل مع فيلم رومانسي مثير the xpose في عام 2014 أمام هيميش ريشاميا يو يو هوني سينغ في دور قيادي. كانت متسابقة في برنامج تلفزيون الواقع بيڨ بوس 8 .
هي الأخت الصغرى لعارضة الأزياء الهندية الأكثر نجاحًا في الخارج "اوجولات رات" والدها هو نائب مفوض الشرطة. أكملت تخرجها من كليت ميتياي، مومباي.

## وصلات خارجية
سونالي راوت على موقع IMDb (الإنجليزية)
- سونالي راوت على موقع قاعدة بيانات الفيلم (الإنجليزية)